# Marie-Christine Giuliani-Sterrer
Marie-Christine Giuliani-Sterrer (nascida a 26 de Fevereiro de 1965) é uma política austríaca do Partido da Liberdade que desempenha funções como membro do Conselho Nacional desde 2024. Ela trabalha como apresentadora e treinadora de terapia sistémica para a ORF desde 1988.